# Téat Plein Air

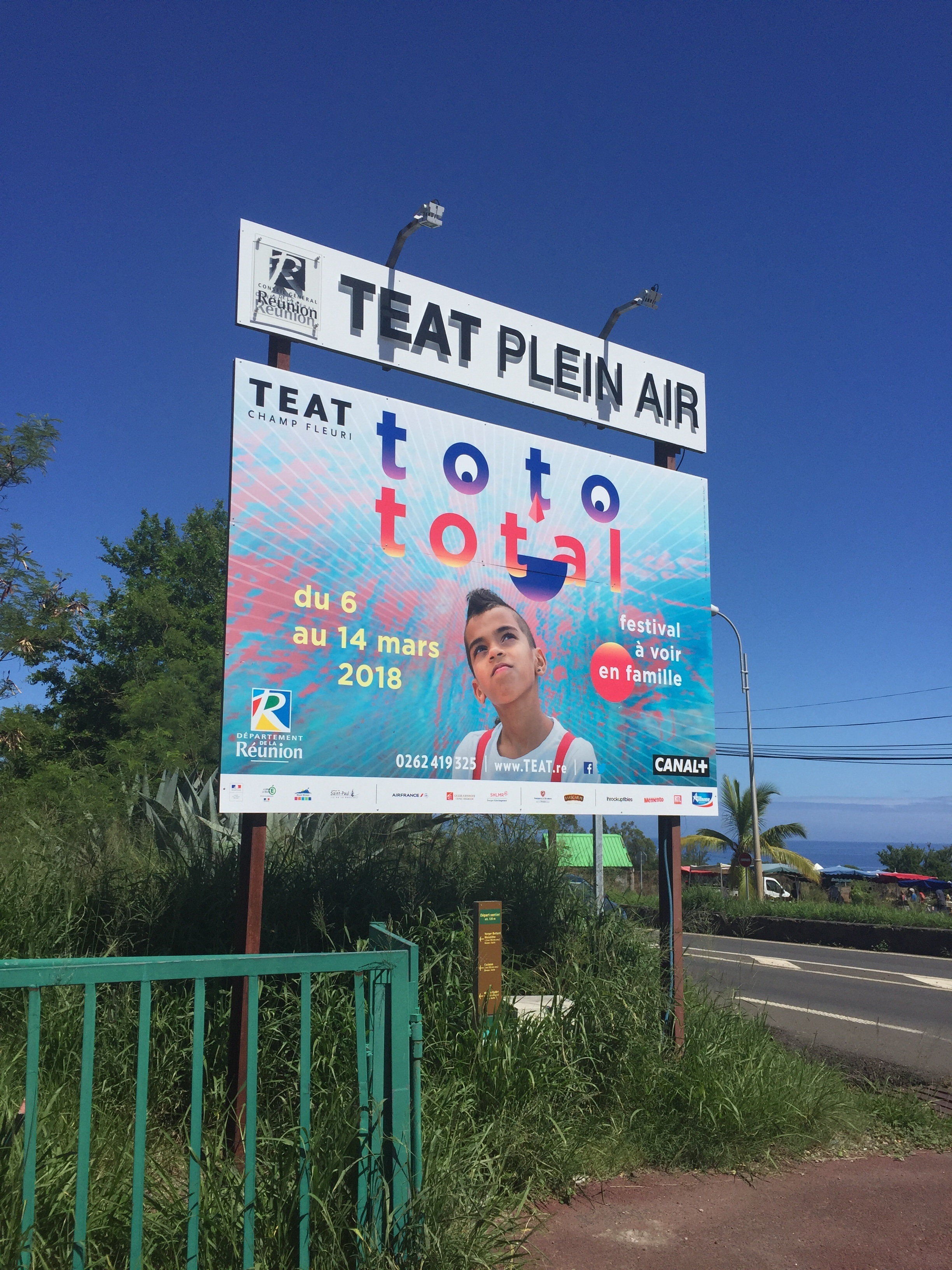
Affiche d'un festival du Théâtre plein air de Saint-Gilles, la Réunion.

Le TÉAT Plein Air ou Théâtre en plein air de Saint-Gilles est un théâtre de l'île de La Réunion, département d'outre-mer français dans le sud-ouest de l'océan Indien. C'est un équipement culturel majeur du Conseil général de La Réunion, qui en est le propriétaire.

## Histoire
Michel Debré est élu député de la Réunion en 1963. Grand amateur de théâtre, il évoque son projet pour l'île, de réaliser un premier équipement culturel de qualité.
Sa proposition ayant été acceptée, il demande au ministre de la Culture, André Malraux, de lui donner les moyens pour édifier dans une zone touristique et peu pluvieuse, relativement proche de Saint-Denis, un théâtre en plein air.
La concrétisation de ce projet passe par le Conseil général qui prend, en décembre 1964, la décision de réaliser un théâtre en plein air à Saint-Gilles les bains : l'objectif est d'offrir aux Réunionnais des spectacles de qualité et d'une valeur culturelle incontestable et de faire naître chez les jeunes le goût du théâtre.
Ce lieu est devenu aujourd'hui un monument emblématique du patrimoine de La Réunion. 

## Description
Cet amphithéâtre découvert surplombe la station balnéaire de Saint-Gilles les Bains, sur la côte ouest de l'île de La Réunion.
Posé sur une crête, le " théâtre de verdure " à l'origine, est devenu " théâtre de plein air ". Belvédère surprenant ancré sur un morceau de savane sur des roches volcaniques, il offre des vues plongeantes sur Saint-Gilles, l'océan et sur les paysages environnants de l'île de la Réunion.
Peu visible depuis l'entrée, ce lieu se laisse découvrir au fil de la marche et à travers la végétation jusqu'à la billetterie. Son jardin a autrefois abrité quelques espèces endémiques de la Réunion, telles que le bois d'Arnette, le bois d'Olives, un vieux Tamarin et un raisin de mer ; ainsi que d'autres espèces indigènes et exotiques provenant de l'océan Indien ou d'ailleurs. A l'initiative du Département, il a ensuite fait l'objet d'une transformation complète entre 2020 et 2022 : implanté dans un environnement de savane unique à La Réunion, le jardin est réaménagé pour retrouver l'esprit des lieux originel, sauvage et naturel.
Le lieu comprend un amphithéâtre entièrement composé d’un béton brut, qui peut accueillir 1 000 personnes et une deuxième scène pour un public de 250 personnes.

## Architecture
En 1966, André Malraux se rapproche de René Allio, alors professionnel du théâtre et qui travaillait déjà avec l'Atelier d'Urbanisme et d'Architecture, pour proposer une équipe compétente sur ce projet. Peu de temps après, le ministre confirme la candidature de Jean Tribel. Ce dernier connaît André Malraux pour l'avoir rencontré lors de l'inauguration de la maison de la culture d'Amiens.
C'est à la Réunion que Jean Tribel accompagne Michel Debré quelques semaines plus tard. A l'occasion d'un pique-nique organisé par le Conseil général, il découvre le magnifique site à flanc de ravine, d'où l'on aperçoit l'océan Indien dans un panorama d'exception. C'est durant ce même séjour qu'il rencontrera Gilbert Royer qui sera l'architecte de cette opération.
Gilbert Royer est un architecte d'origine suisse. Il est installé à la Réunion depuis 1955, après cinq années passées au Maroc. A partir de 1967, il développe sur l'île, une architecture néo-brutaliste. Sa très grande connaissance du béton sera une aide précieuse pour la construction du TÉAT Plein Air. Il travaillera avec Edwin Quessy, chef de chantier de la SOGEFOM pour mener à bien cette entreprise exceptionnelle à La Réunion. 

Conçu par Jean Tribel et réalisé par Gilbert Royer, le TÉAT Plein Air a d'abord été labellisé patrimoine remarquable du 20e siècle, puis inscrit au répertoire de monuments historiques en 2012[1].

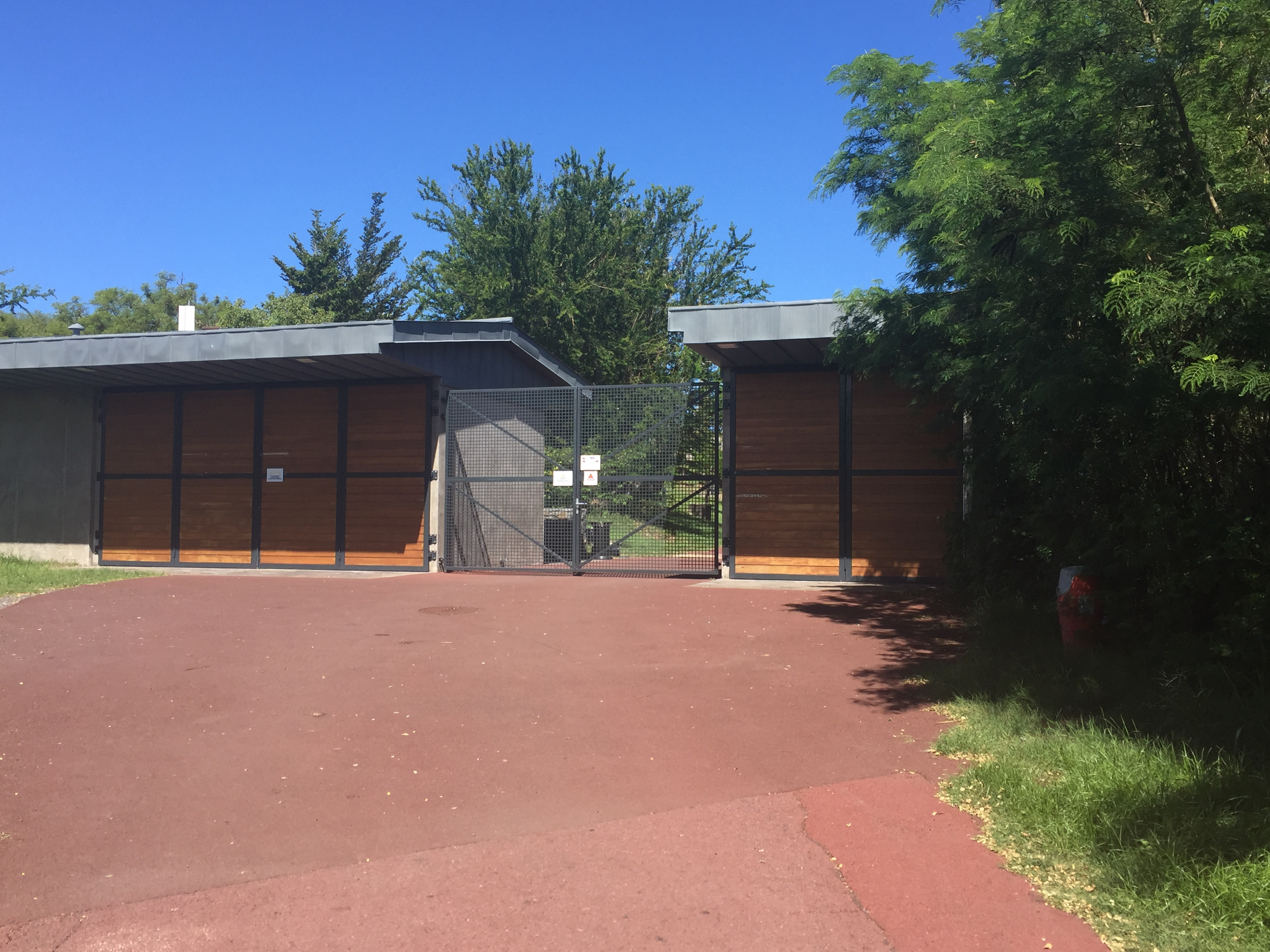
Billetterie du théâtre plein air de Saint-Gilles, la Réunion.

## Inauguration du théâtre
Le 5 septembre 1970 a lieu l'inauguration du théâtre et le premier festival de l'océan Indien. L'organisation de ce dernier est confiée par le Département à une association nommée "Le Comité des Festivals de l'Océan Indien", présidée par madame Guy Payet. De nombreuses représentations sont prévues telles que des soirées spectacle données par des groupes folkloriques principalement comoriens, malgaches, mauriciens et réunionnais. Ce programme affirme dès lors la vocation culturelle de la Réunion dans le contexte de la région francophone de l'océan Indien. Lors du gala de ce premier festival, placé sous la direction de Michel Debré, huit cents spectateurs venus des quatre coins de la Réunion dont les personnalités locales assistent au déroulement de la soirée.
Cette dernière s'ouvre sur les trompettes de l'orchestre de la Garde Républicaine qui compte vingt-neuf musiciens en uniforme bleu galonné de rouge interprétant successivement les hymnes nationaux mauricien, malgache et français. Dans la seconde partie de soirée, les acteurs de la Comédie-Française interprètent la tragédie Britannicus de Jean Racine.

## Fonctionnement
Jusqu'en 1990, le Département assure la gestion de ses deux équipements culturels majeurs que sont le TÉAT Plein Air et le TÉAT Champ Fleuri (inauguré en 1984 à Saint-Denis), à travers deux associations : le Centre Réunionnais d'Action Culturelle (CRAC) puis l'Office Départemental de la Culture (ODC), dirigé par Jean-Pierre Clain de 1990 à 1994, Daniel Lauret de 1994 à 1997 et Jacques Dambreville de 1998 à 2009. C'est au début des années 2000 que le Département fait le choix de formaliser ce mode de fonctionnement via une délégation de service public (DSP) :
- la 1ère DSP est confiée à L'Office Départemental de la Culture (ODC), qui candidate à sa propre succession. Le directeur est alors Jacques Dambreville de 2003 à 2009

- C'est ensuite l'association TÉAT Réunion qui obtient la 2e et 3e DSP : les théâtres seront dirigés par Pascal Montrouge de 2009 à 2023
- Une 4e DSP est attribuée en août 2023 à l'association Run Music (devenue ensuite TÉAT La Réunion) pour     un mandat d'une durée d'un peu plus de 6 ans, jusqu'au 31 décembre 2029 : la direction des lieux a été confiée à Thierry BOYER

## Programmation
Les deux scènes (grande scène et Badamier) accueillent une programmation pluridisciplinaire, majoritairement musicale. Le théâtre est également très souvent loué par des producteurs privés ou même par des écoles de danse ou de musique pour des galas de fin d'année.
Programmation récurrente :
- TÉAT Réunion / de 2010 à 2017 : Festival Total Jazz (d'abord appelé Festival Les Déboussolés en 2010 et 2011)
- TÉAT La Réunion / depuis 2024 : Festival Jazz en l'Air au mois d'avril, et Festival Do Moon Océan Indien au mois d'octobre (biennale).

## Annexe